# Paul Lemetayer
Paul Lemetayer (Nantes, 4 de juny de 1942) va ser un ciclista francès, que fou professional entre 1964 i 1969. El seu èxit esportiu més important fou la victòria en una etapa del Tour de França de 1967

## Palmarès
- 1964
  - 1r a la París-Ezy
  - Vencedor de 2 etapes de la Volta a Tunísia
- 1965
  - 1r a Camors
  - Vencedor d'una etapa del Dauphiné Libéré
- 1966
  - 1r a Nantes
  - 1r a Ploeuc
  - Vencedor d'una etapa del Midi Libre
- 1967
  - Vencedor d'una etapa al Tour de França
  - Vencedor d'una etapa dels Quatre dies de Dunkerque
- 1968
  - 1r a Concarneau
  - 1r al Trofeu Jaumendreu (etapa de la Setmana Catalana)
- 1969
  - 1r a Saint-Clet
  - 1r a St Ciet
  - 1r a Pleyber-Christ

### Resultats al Tour de França
- 1967. 78è de la classificació general. Vencedor d'una etapa
- 1968. Abandona (12a etapa)
- 1969. Abandona (6a etapa)

### Resultats a la Volta a Espanya
- 1965. 45è de la classificació general
- 1968. 43è de la classificació general

### Resultats al Giro d'Itàlia
- 1967. Abandona